# Emich Gusztáv (zoológus)
Ifj. Emich Gusztáv (Pest, 1843. március 5. – Fiume, 1911. június 29.) magyar királyi asztalnok, magyar királyi udvari tanácsos, a Ferenc József-rend lovagja, nyomdatörténet-író, könyvkiadó, országgyűlési képviselő, zoológus. Emich Gusztáv nyomdász, könyvkiadó fia.

## Életpályája
Felsőfokú tanulmányokat a fiumei haditengerészeti akadémián folytatott 1856–1858 között, 1859-től a Lipcsei Egyetemen tanult filozófiát és jogot. Hosszabb időt töltött Németországban, Olaszországban, Franciaországban, Angliában, Görögországban.
1865–1867 között apja cégvezetőjeként és üzlettársaként működött. 1884-től a Szabadelvű Párt országgyűlési képviselőjeként tevékenykedett egészen 1892-ig. 1885-ben megalapította az Országos Magyar Kertészeti Egyesületet, melynek 1891-től elnökévé választották. Az Emich nyomdai és kiadó vállalat 1868-ban édesapjának kezdeményezésére részvénytársasággá alakult, Athenaeum Irodalmi és Nyomdai Rt., e kiadói és nyomdai vállalat egyik igazgatósági tagjává, majd vezérigazgatójává, később elnökének választották ifj. Emich Gusztávot.
Számos cikket publikált nyomdatörténeti és természettudományos területen. 1860-ban kiadott nyomdatörténeti könyvéről legutóbb Timkó György emlékezett meg a Magyar Grafika 2007/4. számában. A kis lepkegyűjtő c. értékes és hasznos kézikönyvét újra kiadták 2008-ban Monok Istvánnak, az OSZK főigazgatójának szerkesztésében. A kötet külön értékét képviseli a 19 gondosan színezett kép, amelyekből kettő kőnyomással készült.

## Munkái (válogatás)
- A könyvnyomdászat története Magyarországon. Szabó Józseffel. Pest, 1860[3]
- A kis lepkegyűjtő. A lepkészet rövid kézikönyve, különös tekintettel a Magyarországon s főleg Buda-Pest környékén előforduló lepkefajokra és gyűjtésökre; Emich, Pest, 1868
- Jelentés a phylloxeraügy tanulmányozása végett Stajer-, Olasz- és Francziaországban tett útról. Budapest : M. Kir. Ny., 1880. 64 o.
- A mező- és kertgazdaságra káros rovarok : A gazdasági rovartan kézikönyve. (Függelékkel ellátta Jablonowski József). Budapest : a Pallas nagy lexikona, 1899. VI, 312 o. : 4 t. (A földmivelésügyi m. kir. miniszter kiadványa ; 6. sz.)